# Geluidsisolatie
Geluidsisolatie of akoestische isolatie is het afschermen van een ruimte voor geluid van buitenaf. Soms ook van binnen naar buiten (bijvoorbeeld een discotheek).
Bij geluidsisolatie onderscheidt men luchtgeluid en contactgeluid. Bij luchtgeluid verplaatst het geluid zich door de lucht. Bij contactgeluid verspreidt het geluid zich door materialen. Ter voorbeeld: het stampvoeten in een ruimte veroorzaakt contactgeluid doordat de vaste materialen van de constructie in trilling worden gebracht. De trillende constructie kan vervolgens weer luchtgeluid afgeven in de ondergelegen ruimte, wat daar gehoord kan worden door een waarnemer. De ondergelegen ruimte werkt in dit voorbeeld als klankkast en waardoor de trillingen van de constructie omgezet worden in hoorbare geluiden. Vanwege het in dit voorbeeld in eerste instantie verspreiden van het geluid via de constructie, spreekt men van contactgeluid.
De meeste geluidsisolatie die plaatsvindt is isolatie van woningen voor geluid vanuit de omgeving, zoals een industrieterrein, een weg of een spoorlijn. Bij woningen komen vaak in de eerste plaats de ramen in aanmerking voor verbetering. Dubbel glas is voor geluidsisolatie vaak effectiever dan enkel glas, zeker indien er een grote luchtspouw wordt aangebracht tussen de twee glasvlakken en glas van verschillende dikte wordt toegepast. In bijzondere situaties wordt er wel drievoudig glas toegepast. Als een woning tegen geluid geïsoleerd is, is het beter om de ramen tegen het geluid gesloten te houden. Om dan toch te kunnen ventileren worden suskasten aan de buitenzijde voor de ventilatieroosters toegepast. In sommige gevallen moeten ook de muren of houten panelen van een woning tegen geluid geïsoleerd worden. De Nederlandse Praktijk Richtlijn (NPR) 5070 geeft hiervoor praktische bouwkundige details. Ten slotte kan ook het dak van belang zijn voor de geluidstransmissie naar binnen, in de omgeving van vliegvelden bijvoorbeeld.
Omdat ons oor ook een waarschuwingsorgaan is, wordt zacht geluid goed doorgelaten en hard geluid gedempt. Daardoor is de geluidswaarneming niet rechtevenredig met de geluidsterkte. Er is een logaritmisch verband tussen beiden, waardoor men de geluidswaarneming in decibels (dB) heeft kunnen vastleggen. De geluidsdoorlating door een wand is zowel omgekeerd evenredig met het kwadraat van de massa van de wand, alsook met de frequentie van het geluid. In formule is de geluidsdoorlating {\displaystyle D=10\cdot \log _{10}({\frac {10^{6}}{1,54\cdot G^{2}\cdot f^{2}}})dB}, waarin G de massa in kg/m² is en f de frequentie in Hz. Als f = 1612 Hz, dan kan de formule vereenvoudigd worden tot {\displaystyle D=10\cdot \log _{10}({\frac {1}{4\cdot G^{2}}})dB}. De uitkomst is een negatieve waarde, die aangeeft hoeveel het geluid door de wand afneemt. Bij de laatste berekening geldt echter, dat om economische redenen, het lage bonkgeluid iets meer mag worden doorgelaten. Benevens geluidsdoorlating wordt geluid ook teruggekaatst en geabsorbeerd, maar dat valt onder de leer der akoestiek. Wel kan een absorberende wandafwerking een positieve invloed hebben op de geluidsisolatie van de wand.